# Nativité de la Vierge (Ghirlandaio)
La Nativité de la Vierge est une fresque du peintre italien de la Renaissance Domenico Ghirlandaio. Peinte vers 1486-1490, elle fait partie d'un cycle de fresques située dans la chapelle Tornabuoni, au sein de la basilique Santa Maria Novella, à Florence. Le cycle est considéré comme l'œuvre principale de Ghirlandaio.

## Histoire
Giovanni Tornabuoni, qui était lié par mariage à Pierre II de Médicis par l'intermédiaire de sa sœur Lucrezia, a commandé le cycle de fresques. Auparavant,  des fresques existaient à cet emplacement, données par la famille Ricci, lesquelles avaient été endommagées. Cependant, en raison de leur situation financière, les Ricci n'ont pas été en mesure de faire don de nouvelles fresques et n'ont accepté qu'à contrecœur la commande de Tornabuoni à Ghirlandaio. Une fois achevée, cette famille Ricci a été déçue par le fait que Ghirlandaio, en lieu et place des membres de leur famille, ait représenté plus de 21 membres de la famille Tornabuoni et de ses proches, les Tornaquinci.
Le contrat entre Tornabuoni et Ghirlandaio (c'était la deuxième commande majeure pour Ghirlandaio en plus de la commande d'un retable pour le Spedale degli Innocenti) contenait une clause selon laquelle les fresques devaient être décorées de « figures, édifices, chapelles, villes, montagnes, collines, plaines, rochers, costumes, oiseaux et animaux de toute espèce ».
Ghirlandaio crée le cycle de 1486 à 1490. Giorgio Vasari rapporte que le jeune Michel-Ange a été impliqué dans son exécution, ce qui est bien possible, car alors tout juste âgé de treize ans, il avait un contrat d'apprentissage de trois ans avec Ghirlandaio depuis 1488 « pour apprendre l'art de peindre ».
Selon Luca Landucci, le cycle a été révélé en décembre 1490. La fresque a coûté à Tornabuoni 1 000 Florins d'or  florentins.

## Thème de la Nativité de Marie

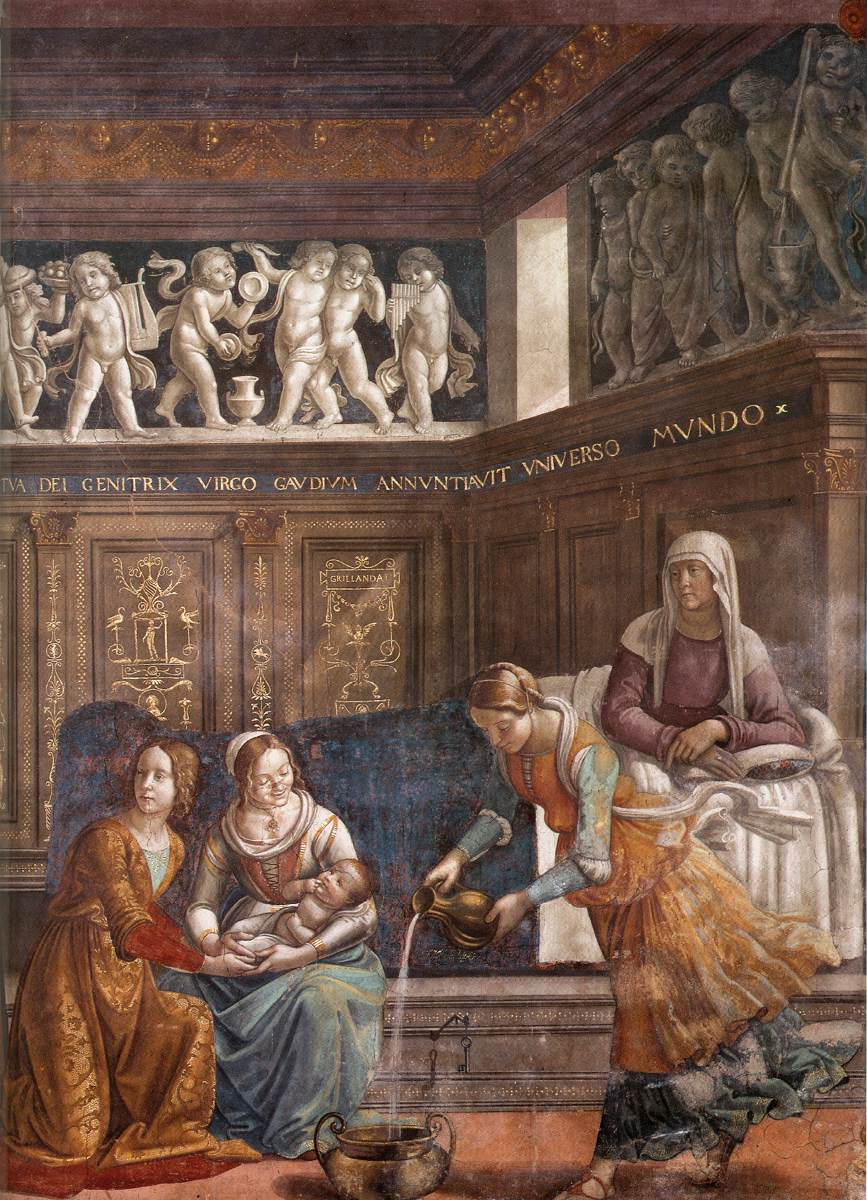
Détail.

Le thème de la fresque est la Nativité de Marie. L'histoire associée ne vient pas de la Bible, mais d'un  apocryphe biblique, le Protévangile de Jacques, qui trouve son origine entre 150 et 200 après J.-C.. Après vingt ans de mariage, les parents de Marie, Anne et Joachim, n'avaient pas encore eu d'enfants. Grâce à ses prières et au jeûne de son mari, Anne a conçu sans union physique selon le message d'un ange.  Puisque la conception de Marie était immaculée, c'est-à-dire dénuée de la luxure du péché originel, tout s'est passé avec une simple étreinte du couple, sous la Porte dorée. Cet épisode est mentionné, dans le tableau actuel, dans l'étreinte que l'on peut voir en haut des escaliers, sur le côté gauche. La fille qui est finalement née est nommée Marie par sa mère. Il est important que Marie, en tant que mère de Jésus-Christ, n'ait pas été entachée d'union sexuelle afin de pouvoir remplir son rôle dans le plan de salut voulu par Dieu.
Au Moyen Âge, la représentation des divers épisodes de la Vie de la Vierge est très répandue, tirée de l'Évangile, parfois aussi des Évangiles apocryphes, comme ceux rassemblés dans La Légende dorée de Jacques de Voragine.

## Description et style
Ghirlandaio a choisi une pièce contemporaine dans une maison noble florentine pour représenter la scène, comme parfois figurée dans les œuvres picturales de l'époque. Les acteurs sont également vêtus d'élégants vêtements florentins de cette période. La représentation est structurée par deux pilastres bordant les bords du tableau. Un peu à gauche du milieu de la fresque, deux colonnes carrées divisent l'espace peint en perspective. La moitié droite est encore divisée par une frise de putti en haut à droite. La fresque peut être divisée en quatre éléments individuels, dont un, éventuellement deux, représentent des événements de la vie d'Anne tirés du Protévangile de Jacques.

### Scène de salutation, en haut à gauche
La salutation d'un homme et d'une femme est montrée dans la partie supérieure gauche de la fresque. Certains érudits suggèrent qu'il pourrait s'agir de l'accueil d'un invité. Un autre point de vue est que c'est la présentation de la conception virginale elle-même, qui serait le premier événement du Protévangile de Jacques.
Le thème de l'étreinte d'Anne et Joachim revient souvent dans les anciennes icônes russes et grecques.

### Groupe de femmes en visite

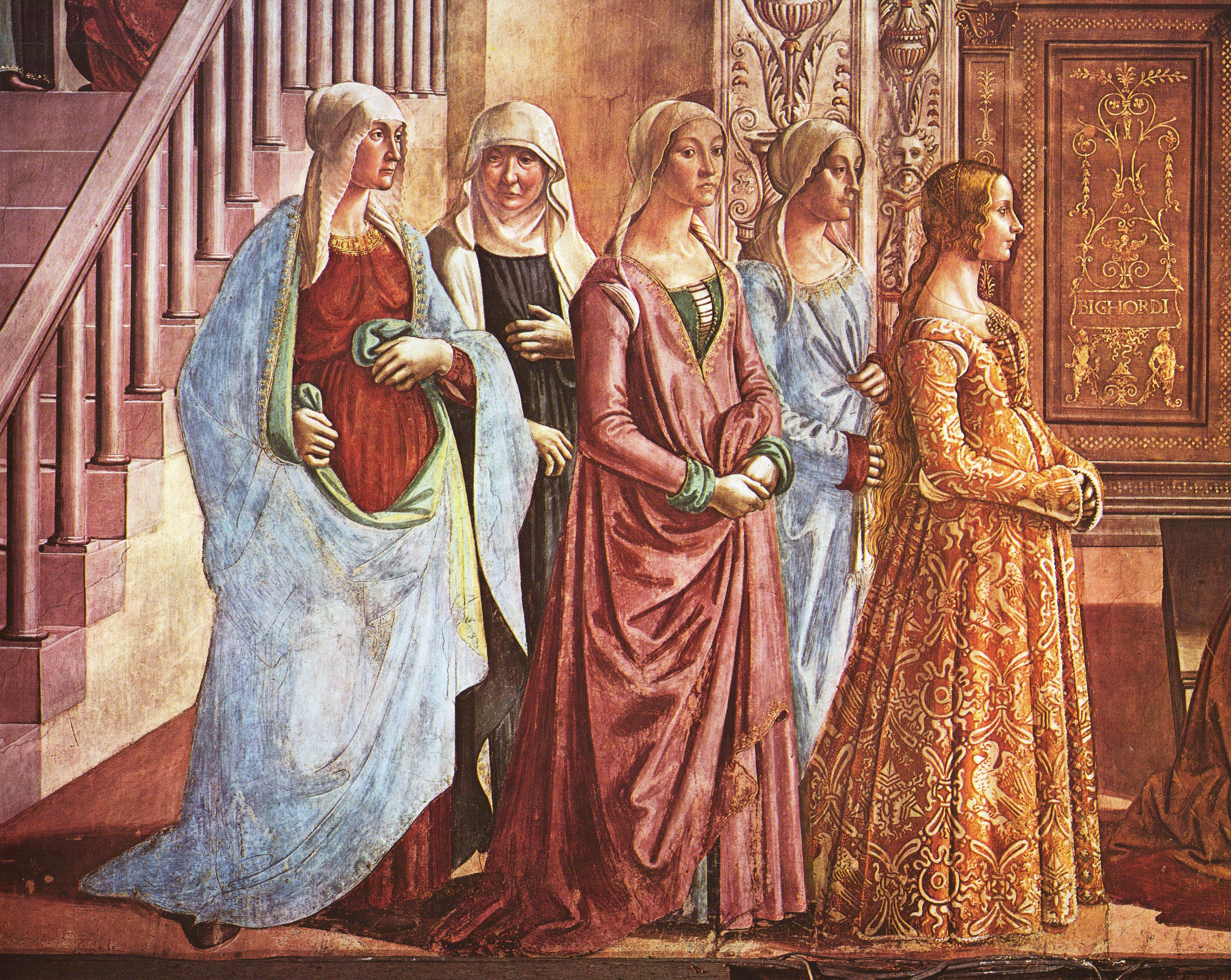
Détail du groupe de femmes et signature.

Situé au milieu de la fresque, le groupe de cinq femmes qui rend visite à Anne qui vient d'accoucher est lui-même devenu un sujet pour l'histoire de l'art. À l'exception de la jeune femme qui marche devant, les femmes sont vêtues de simples robes bicolores ou unicolores. La cheffe du groupe, représentée dans une splendide robe de brocart, est Ludovica Tornabuoni, la fille du commanditaire. Elle porte ses cheveux détachés à la manière des femmes célibataires. La silhouette en robe rose semble hors de l'image, un peu troublée. 
Ghirlandaio a signé la fresque dans le premier panneau gauche du lambris devant la représentation de Ludovica Tornabuoni, de « Bighordi » puisque son vrai nom était Ghirlandaios Tommaso Bighordi.

### Représentation d'Anne
En bas à droite, la représentation décrit comment une sage-femme prépare le premier bain pour l'enfant après la naissance, tandis que deux autres prennent soin de la fille nouveau-née. Dans le Protévangile, la scène est ainsi présentée : « Six mois passèrent, comme (l'ange) le lui avait dit, au septième Anne accoucha. Et elle a demandé à la sage-femme : 'De quoi ai-je accouché ?' La sage-femme a répondu : 'Une fille.' Alors Anna parla : 'Mon âme glorifie ce jour!'. Et elle l'a posée. Lorsque la période appropriée a expiré, Anna s'est débarrassée de son lit d'accouchement, a donné son sein à l'enfant et l'a nommée Maria. ».

### Frise de putti

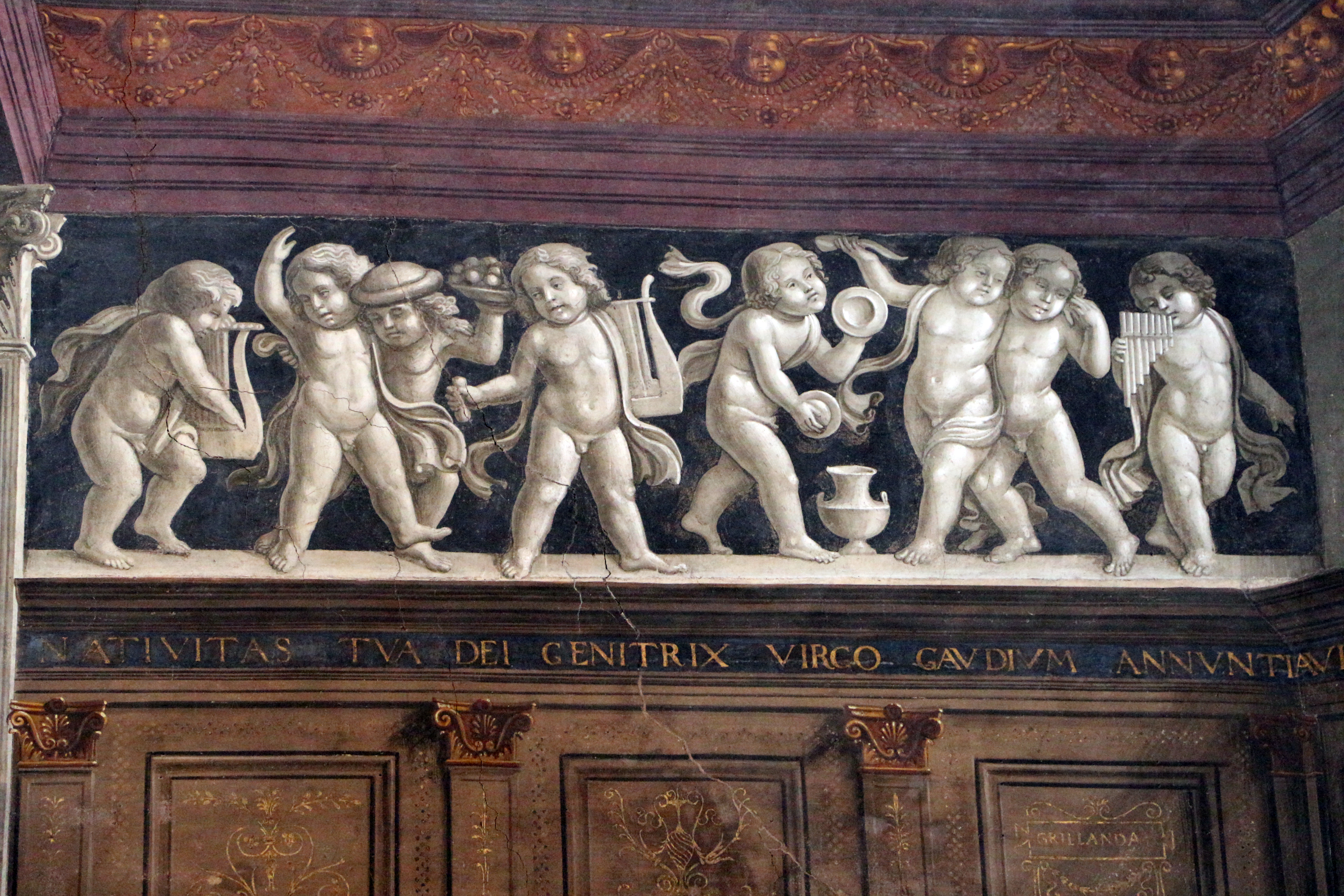
Frise de putti.

Pour la représentation des putti, Ghirlandaio aurait pu s'inspirer de la chaire du chœur de la cathédrale Santa Maria del Fiore de Florence, construite par Donatello vers 1430. La citation latine en-dessous se lit comme suit : 
« NATIVITAS TUA DEI GENITRIX VIRGO GAUDIUM ANNUNTIAVIT UNIVERSO MUNDO »
« Ta naissance, Theotokos, Vierge, a annoncé la joie au monde entier »

Les fresques sont considérées comme l'œuvre principale de Ghirlandaio. Max Semrau commente à ce sujet : « Les histoires souvent racontées n'ont jamais été présentées d'une manière plus belle, noble et gracieuse que dans ces images qui, dans leur calme sérénité, préparent déjà la voie pour le nouveau siècle. ».

## Postérité
La fresque fait partie du musée imaginaire de l'historien français Paul Veyne, qui le décrit dans son ouvrage justement intitulé Mon musée imaginaire.